# جون من سالزبري
جون من سالزبري (أواخر 1110م - 25 أكتوبر 1180)، الذي وصف نفسه بأنه يوهانس بارفوس (جون الصغير)، كان كاتبًا إنجليزيًا، وفيلسوفًا، ومربيًا، ودبلوماسيًا وأسقفًا لشارتر.

## نشأته وتعليمه
ولد في سالزبري، إنجلترا، وكان من أصل أنجلو-ساكسوني بدلًا من النورماندي، وبالتالي يبدو أنه كان كاتبًا من خلفية متواضعة، اعتمدت مسيرته المهنية على تعليمه. عدا ذلك، وأنه أطلق على نفسه لقب بارفوس، والذي يعني «القصير» أو «الصغير»، لا تُعرف الكثير من التفاصيل بخصوص حياته المبكرة. من تصريحاته الخاصة، يشار أنه عبر إلى فرنسا حوالي عام 1136، وبدأ دراساته النظامية في باريس تحت إشراف بيير أبيلار، الذي كان قد أعاد فتح مدرسته الشهيرة هناك في مونتان سانت-جينيفيف لفترة وجيزة.
توفر رواياته الحية عن المعلمين والطلاب بعضًا من أثمن الرؤى حول الأيام الأولى لجامعة باريس. عندما انسحب أبيلار من باريس، درس جون تحت إشراف الماجستير ألبيريك وروبرت من ميلون. في عام 1137، ذهب جون إلى شارتر، حيث درس النحو تحت إشراف ويليام من كونش، والبلاغة والمنطق والكلاسيكيات تحت إشراف ريتشارد ليفيك، تلميذ برنارد من شارتر. كانت تعاليم برنارد مميزة جزئيًا بميلها البلاتوني الواضح، وجزئيًا بالتأكيد على الدراسة الأدبية لكتابات اللاتينيين الكبار. يلاحظ تأثير هذه الخاصية الأخيرة في جميع أعمال جون من سالزبري.
حوالي عام 1140، عاد جون إلى باريس لدراسة اللاهوت تحت إشراف جيلبرت دي لا بوري، ثم تحت إشراف روبرت بولوس وسيمون من بواسي، واشتغل معلمًا للشبان من النبلاء. في عام 1148، أقام في دير موتييه-لا-سيل في أبرشية تروا، برفقة صديقه بيتر من سيل. كان حاضرًا في مجمع ريمس في عام 1148، الذي ترأسه البابا إيجين الثالث. يُظن أنه خلال وجوده هناك، تعرف على القديس برنارد من كليرفو إلى تيوبالد، الذي أصبح سكرتيره.

## سكرتير الأرشمندريت تيوبالد
كان جون من سالزبري سكرتيرًا للأرشمندريت تيوبالد لمدة سبع سنوات. خلال وجوده في كانتربري، تعرف على توماس بيكيت، واحد من التأثيرات القوية والمهمة في حياة جون. خلال هذه الفترة، ذهب في العديد من المهمات إلى الكرسي البابوي؛ ومن المحتمل أنه خلال إحدى هذه المهمات تعرف على نيكولاس بريكسبير، الذي أصبح في عام 1154 البابا أدريان الرابع. في العام التالي، زاره جون، مقيمًا معه في بينيفينتو لعدة أشهر. كان في محكمة روما مرتين على الأقل بعد ذلك.
خلال ذلك الوقت، ألف جون أعظم أعماله، التي نُشرت على الأرجح في عام 1159، «بوليكراتس، أو من ألعاب رجال الحاشية، أو من خطوات الفلاسفة» و «ميتالوجيكون»، كتابات لا تُقدر بثمن كمخازن للمعلومات بخصوص مادة وشكل التعليم الجدلي، واشتهرت بأسلوبها المتقن وميلها الإنساني. يسلط البوليكراتيكوس الضوء أيضًا على انحطاط آداب القصر في القرن الثاني عشر والأخلاق المنحلة للملوكية. فكرة أن المعاصرين «يقفون على أكتاف العمالقة» من العصور القديمة، التي نُسبت من قبله إلى برنارد من شارتر، ظهرت لأول مرة في شكل مكتوب في الميتالوجيكون.
يتألف الميتالوجيكون من أربعة كتب تبدأ بالدفاع عن الثلاثي (التريفيوم) وتمتد إلى التعليقات على مجالات أخرى من المنطق. يدافع جون عن الثلاثي بالقول إن التواصل الاجتماعي جزء حاسم من الطبيعة البشرية والرفاهية، في حين أن كورنيفيشيوس وأتباعه في الماضي جادلوا بأن الفنون اللفظية يجب ألا تُدرج ضمن المنطق لأنها تقريبًا «عديمة الفائدة». بعد وفاة ثيوبالد في عام 1161، استمر جون بمنصبه سكرتيرًا لخليفته، توماس بيكيت، وشارك بنشاط في النزاعات الطويلة بين ذلك الرئيس الديني وسيده، هنري الثاني، الذي كان ينظر إلى جون على أنه عميل بابوي.